# 1. století
1. století je období mezi 1. lednem roku 1 a 31. prosincem 100 našeho letopočtu. Jedná se o první století prvního tisíciletí.

## Významné události

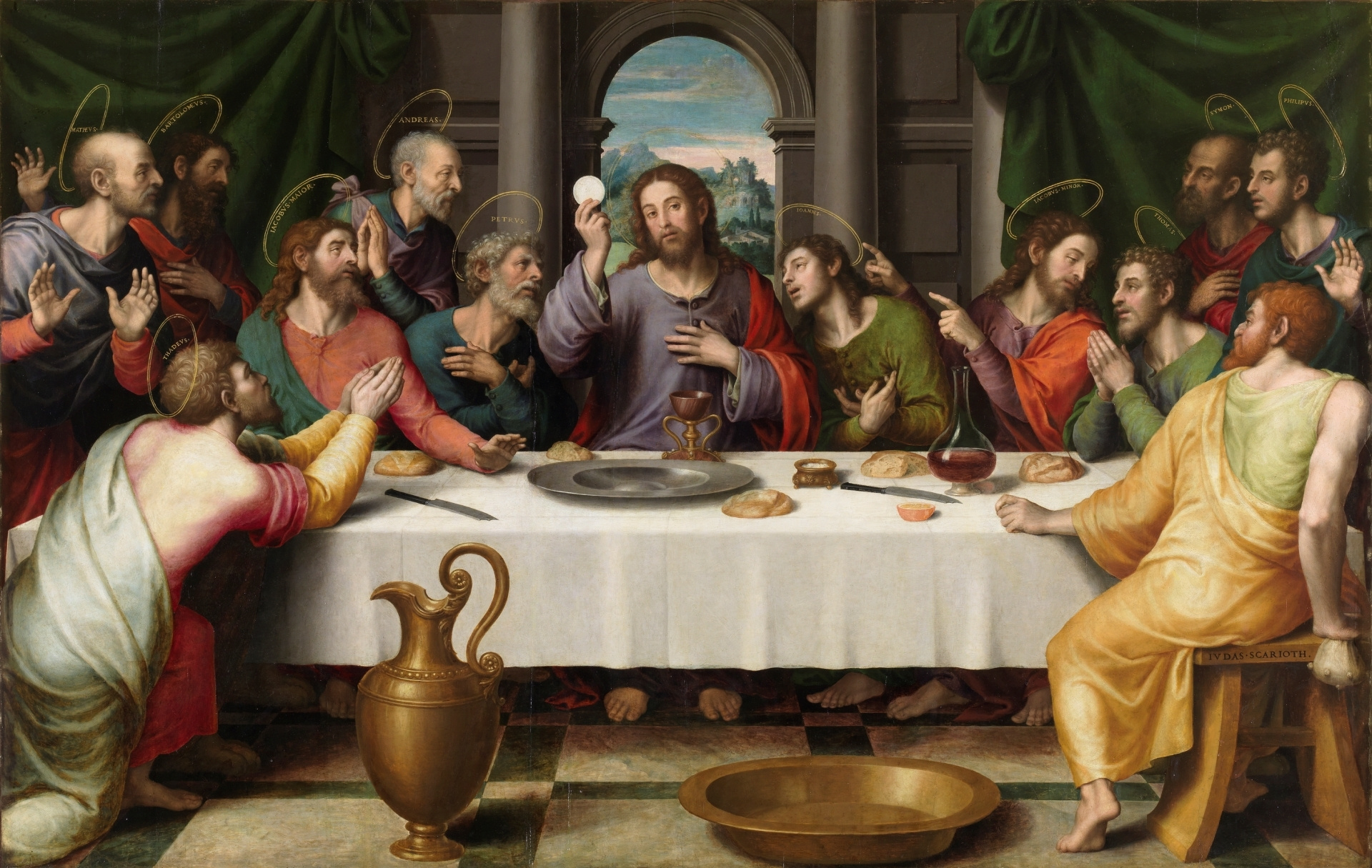
Poslední večeře

- cca 1 vyhynuli v západní Evropě poslední lvi.
- 8 svrhl Wang Mang v Číně dynastii Chan a ustanovil dynastii Sin vládnoucí do roku 23.
- 9 byly tři římské legie vedené Publiem Varem rozdrceny germánskými kmeny v bitvě v Teutoburském lese.
- 28–75 za života čínského císaře Minga z dynastie Chan do Číny poprvé pronikl buddhismus.
- mezi 29 a 36 došlo k ukřižování Ježíše Krista.
- cca 50 mělo v Jeruzalémě dojít k tzv. Apoštolskému koncilu.
- 19. července 64 došlo k Velkému požáru Říma, po němž bylo z příkazu císaře Nerona v Římě zahájeno první velké pronásledování křesťanů.
- 66–73 proběhla první židovská válka.
- 69–70 došlo k batávskému povstání.
- v srpnu 70 zničili Římané Herodův chrám v Jeruzalémě.
- 70–80 bylo v Římě vystavěno Koloseum.
- v srpnu 79 byly Pompeje a Herculaneum zničeny během erupcí Vesuvu.
- 98 se římským císařem stal Traján, za jehož vlády dosáhla Římská říše na přelomu 1. a 2. století svého největšího rozsahu.

## Významné osobnosti

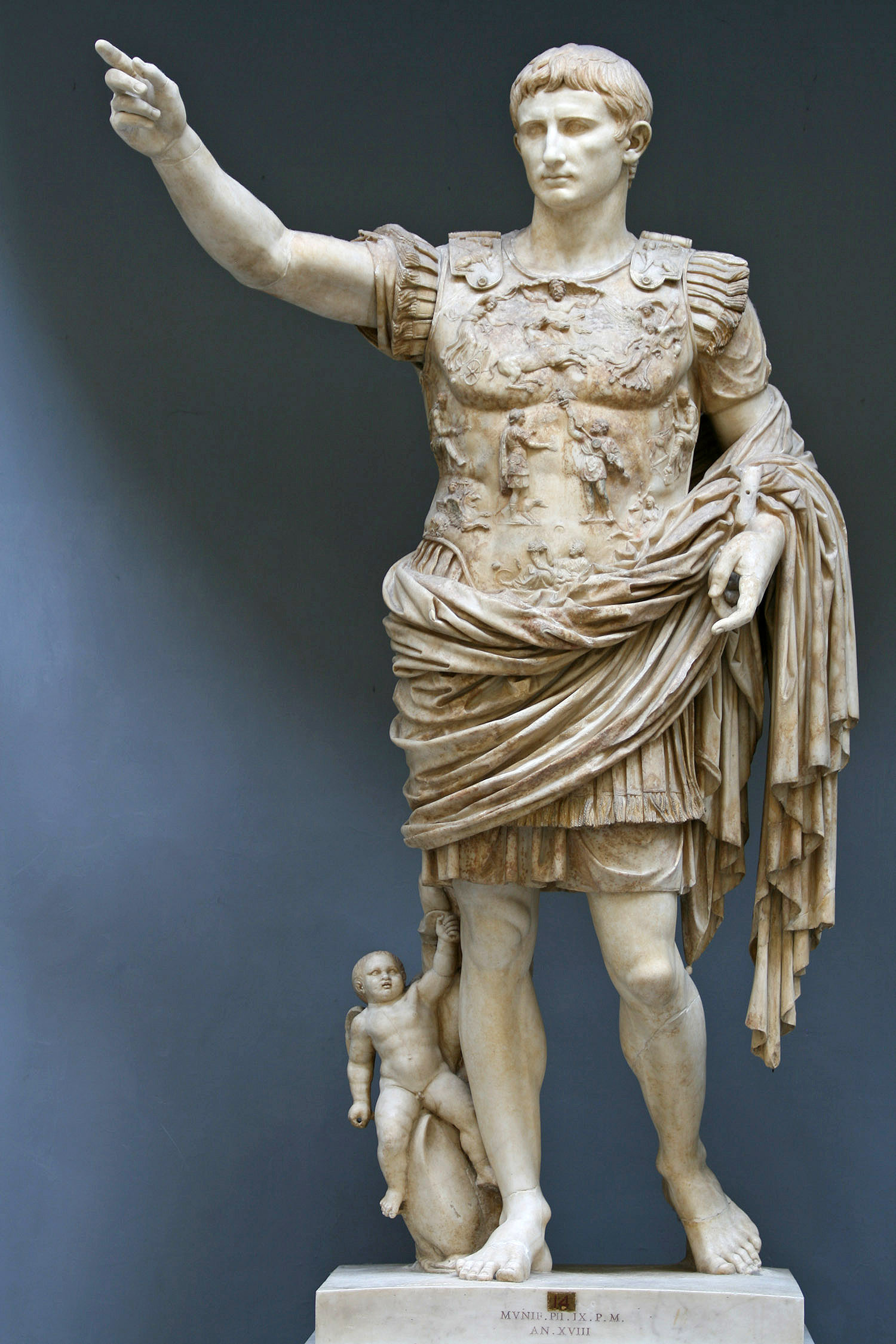
Gaius Octavius známý jako Augustus, první císař římské říše

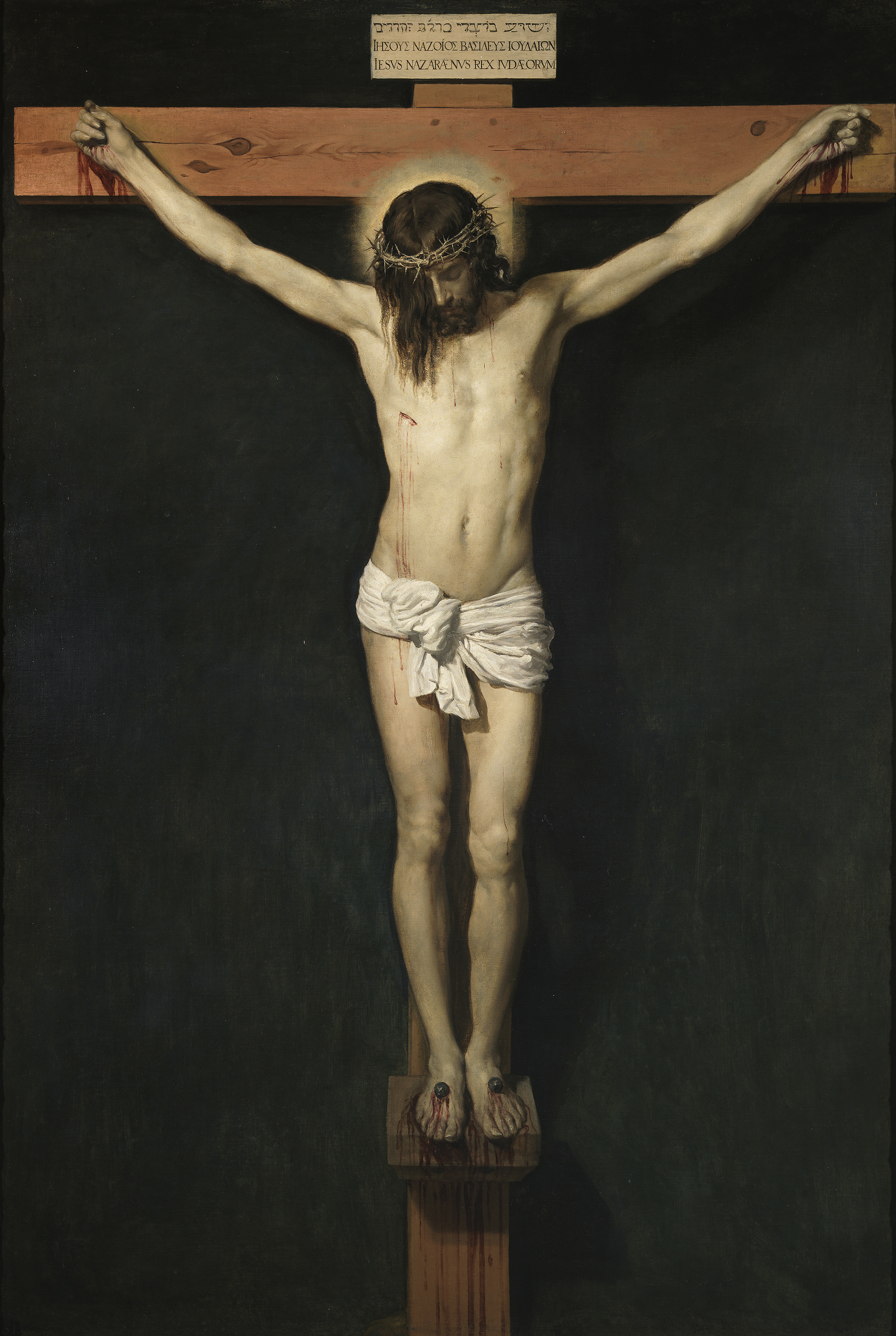
Ukřižovaný Ježíš Kristus, obraz Diega Velázqueze

- Agrippina mladší (15/16–59) – manželka římského císaře Claudia a matka Nerona
- Akiva (cca 50–135) – židovský učenec a tanaita
- Apollónios z Tyany (cca 4–96) – řecký učenec a filozof
- Arminius (16 př. n. l. – 21 n. l.) – germánský vojevůdce a náčelník kmene Cherusků
- Augustus (63 př. n. l. – 14 n. l.) – první římský císař
- Aulus Cornelius Celsus (25 př. n. l. – 50 n. l.) – římský lékař a spisovatel
- Boudicca (?–60/61) vládkyně keltských kmenů v Británii
- Caligula (12–41) – římský císař
- Claudius (10 př. n. l. – 54 n. l.) – římský císař
- Decebalus (?–106) – dácký král
- Domitianus (51–96) – římský císař
- Filón Alexandrijský (asi 20 př. n. l. – cca 40 n. l.) – židovský řecky píšící filozof a teolog
- Flavius Iosephus (37/38 – cca 100) – židovský kněz, učenec a historik
- Germanicus (15 př. n. l. – 19 n. l.) – římský vojevůdce
- Hérón Alexandrijský (cca 10–70) – řecký matematik a vynálezce
- Ignác z Antiochie (cca 50–107) – křesťanský biskup a světec
- Jan Křtitel (?–31/36) – prorok
- Ježíš Kristus (7/1 př. n. l. – 29/36 n. l.) – v křesťanství považován za spasitele lidstva a Božího syna, v islámu významným prorokem
- Julius Agricola (40–93) – římský vojevůdce
- Kan Jing – čínský důstojník, diplomat a cestovatel
- Klement I. – římský papež
- Marcus Fabius Quintilianus (35–96) – římský řečník a spisovatel
- Messalina (17/20–48) – římská císařovna
- Nero (37–68) – římský císař
- Nerva (30–98) – římský císař
- Pan Čchao (33–102) – čínský vojevůdce, dobyvatel a cestovatel
- Pavel z Tarsu (? –cca 67) – apoštol a světec
- Svatý Petr (cca 30 – 64/67) – apoštol, světec a dle křesťanské tradice první římský papež
- Plinius starší (23–79) – římský spisovatel a historik

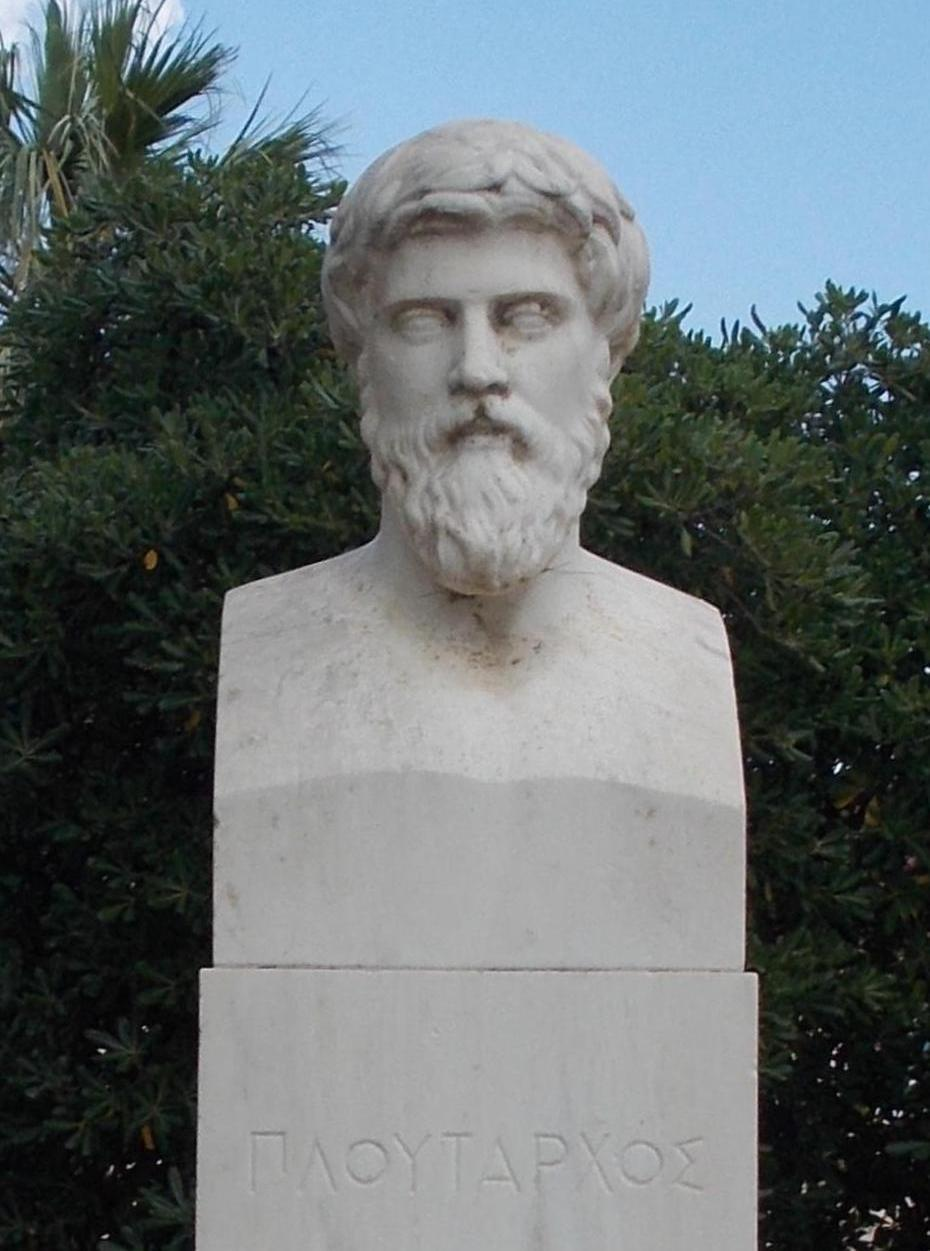
Plútarchova busta

- Plútarchos (cca 46 – cca 127) – řecký spisovatel, historik a filozof
- Polykarp ze Smyrny (cca 69 – 155/156) – biskup a křesťanský mučedník
- Publius Ovidius Naso (43 př. n. l. – 17 n. l.) – římský básník
- Publius Papinius Statius (cca 45 – cca 96) – římský básník
- Quintus Asconius Pedianus (9 př. n. l. – 76) – římský historik

- Seneca (4 př. n. l. – 65 n. l.) – římský filozof, dramatik, básník a politik
- Strabón (64 př. n. l. – 19/24 n. l.) – řecký historik, filozof a geograf
- Tacitus (55 – 115/120) – římský historik
- Tiberius (42 př. n. l. – 37 n. l.) – římský císař
- Titus (39–81) – římský císař
- Svatý Tomáš (?–72) – apoštol a světec
- Traianus (53–117) – římský císař
- Titus Livius (59 př. n. l. – 17 n. l.) – římský spisovatel a historik
- Vespasianus (17–79) – římský císař